# Regalmspitze
Regalmspitze – szczyt w pasmie Kaisergebirge, części Północnych Alp Wapiennych. Leży w Austrii w kraju związkowym Tyrol. Sąsiaduje z Ackerlspitze i Maukspitze. Szczyt można zdobyć ze schronisk Fritz-Pflaum-Hütte (1865 m), Ackerlhütte (1456 m) i Gaudeamushütte (1270 m).